# آنجل آلتوم
آنجل آلتوم با نام علمی Pterophyllum altum ، که با نامهای فرشته ماهی آلتوم ، آنجل آبهای عمیق ، یا آنجل اورینوکو نیز شناخته می شود،  به طور دقیق در حوضه رود اورینوکو و حوضه آبخیز ریو نگرو علیا در جنوب ونزوئلا ، جنوب شرقی کلمبیا و شمال برزیل مشاهده می شود. 
این گونه بزرگترین عضو از این جنس بوده و ممکن است ارتفاعی (از نوک پشتی تا نوک باله مقعدی) تا اندازه ۳۸ سانتیمتر (۱۵ اینچ) داشته باشند. .  رنگ پایه طبیعی بدن آن نقره ای با سه نوار عمودی مایل به قهوه ای/قرمز و خطوط قرمز داخل باله هاست. تکثیر ماهی صید شده در اسارت بسیار دشوار است. محدوده پی‌اچ بین 4.5 تا 5.8 و دمایی بین 26 تا 29 درجه سانتیگراد را ترجیح میدهند. این گونه به دلیل نگهداری دقیقی که نیاز دارد، برای آکواریوم بازان متوسط تا پیشرفته توصیه می شود.